# 圣让德布莱尼亚克
圣让德布莱尼亚克（法語：Saint-Jean-de-Blaignac，法語發音：[sɛ̃ ʒɑ̃ də blɛɲak]）是法国吉伦特省的一个市镇，属于利布尔讷区。

## 地理
圣让德布莱尼亚克（44°48'46"N, 0°8'23"W）面积5.58 平方千米，位于法国新阿基坦大区吉倫特省，该省份为法国西南部沿海省份，是法國本土面积最大的省，北起滨海夏朗德省，西临大西洋，南至朗德省，东南接洛特-加龍省，东临多爾多涅省。
与圣让德布莱尼亚克接壤的市镇（或旧市镇、城区）包括：罗藏、圣欧班德布拉讷、圣泰尔、圣樊尚-德佩蒂尼亚斯。

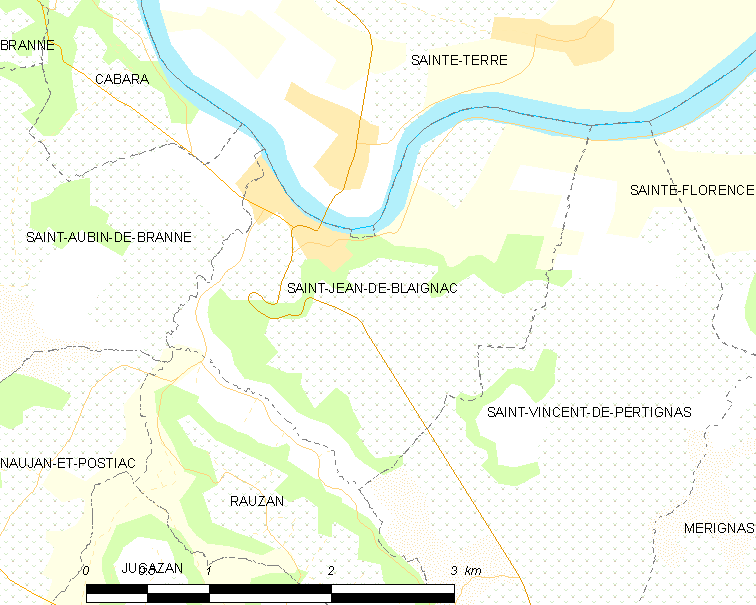
圣让德布莱尼亚克的OSM定位图

圣让德布莱尼亚克的时区为UTC+01:00、UTC+02:00（夏令时）。

## 行政
圣让德布莱尼亚克的邮政编码为33420，INSEE市镇编码为33421。

## 政治
圣让德布莱尼亚克所属的省级选区为多尔多涅山丘县。

## 人口

1962-2008年间圣让德布莱尼亚克人口变化图示

圣让德布莱尼亚克于2022年1月1日时的人口数量为450人。